# Shōgo Sakai
Shōgo Sakai (japanisch 坂井 将吾 Sakai Shōgo; * 28. Januar 1988 in der Präfektur Mie) ist ein ehemaliger japanischer Fußballspieler.

## Karriere
Sakai erlernte das Fußballspielen in der Schulmannschaft der Yokkaichi Chuo Technical High School. Seinen ersten Vertrag unterschrieb er 2006 bei Montedio Yamagata. Der Verein spielte in der zweithöchsten Liga des Landes, der J2 League. 2008 wurde er mit dem Verein Vizemeister der zweiten Liga und stieg in die erste Liga auf. Für den Verein absolvierte er 24 Ligaspiele. Sakai war in den Jahren 2010 und 2011 Trainer an Fußballschulen von Omiya Ardija. 2012 war er Co-Trainer der U15 und Fußballschultrainer bei Blaublitz Akita. 2013 wurde er von Veertien Mie unter Vertrag genommen. Hier stand er bis Saisonende 2022 unter Vertrag. Nach der Saison 2022 beendete er seine Karriere als Fußballspieler.